# Arcidiocesi di Parakou
L'arcidiocesi di Parakou (in latino Archidioecesis Parakuensis) è una sede metropolitana della Chiesa cattolica in Benin. Nel 2023 contava 124.932 battezzati su 535.690 abitanti. È retta dall'arcivescovo Pascal N'Koué.

## Territorio
L'arcidiocesi comprende i comuni di Parakou e Tchaourou del dipartimento di Borgou in Benin.
Sede arcivescovile è la città di Parakou, dove si trova la cattedrale dei Santi Pietro e Paolo.
Il territorio è suddiviso in 32 parrocchie.

### Provinciaecclesiastica
La provincia ecclesiastica di Parakou, istituita nel 1997, comprende le seguenti diocesi:
- Djougou
- Kandi
- N'Dali
- Natitingou

## Storia
La prefettura apostolica di Parakou fu eretta il 13 maggio 1948 con la bolla Evangelizationis operi di papa Pio XII, ricavandone il territorio dalla prefettura apostolica di Niamey (oggi arcidiocesi di Niamey).
Il 10 febbraio 1964 cedette una porzione del suo territorio, a vantaggio dell'erezione della diocesi di Natitingou e nel contempo fu elevata a diocesi con la bolla Africa terra di papa Paolo VI. La diocesi era suffraganea dell'arcidiocesi di Cotonou.
Il 19 dicembre 1994 cedette un'altra porzione di territorio a vantaggio dell'erezione della diocesi di Kandi.
Il 16 ottobre 1997 la diocesi è stata elevata ad arcidiocesi metropolitana con la bolla Successoris Petri di papa Giovanni Paolo II.
Il 22 dicembre 1999 ha ceduto ancora una porzione di territorio a favore dell'erezione della diocesi di N'Dali.

## Cronotassi dei vescovi
Si omettono i periodi di sede vacante non superiori ai 2 anni o non storicamente accertati.
- François Faroud, S.M.A. † (21 maggio 1948 - 1956 dimesso)
- Robert Chopard-Lallier, S.M.A. † (4 gennaio 1957 - 1962 dimesso)
- André van den Bronk, S.M.A. † (13 febbraio 1962 - 29 settembre 1975 dimesso)
- Nestor Assogba † (10 aprile 1976 - 29 ottobre 1999 nominato arcivescovo di Cotonou)
- Fidèle Agbatchi (14 aprile 2000 - 3 novembre 2010 dimesso)
- Pascal N'Koué, dal 14 giugno 2011

## Statistiche
L'arcidiocesi nel 2023 su una popolazione di 535.690 persone contava 124.932 battezzati, corrispondenti al 23,3% del totale.
| anno | popolazione | popolazione | popolazione | presbiteri | presbiteri | presbiteri | presbiteri                | diaconi | religiosi | religiosi | parrocchie |
| anno | battezzati  | totale      | %           | numero     | secolari   | regolari   | battezzati per presbitero | diaconi | uomini    | donne     | parrocchie |
| ---- | ----------- | ----------- | ----------- | ---------- | ---------- | ---------- | ------------------------- | ------- | --------- | --------- | ---------- |
| 1950 | 3.859       | 451.060     | 0,9         | 17         | 17         |            | 227                       |         |           | 14        | 10         |
| 1970 | 10.454      | 317.000     | 3,3         | 20         | 1          | 19         | 522                       |         | 21        | 30        |            |
| 1980 | 18.840      | 483.000     | 3,9         | 20         | 6          | 14         | 942                       |         | 18        | 24        | 16         |
| 1990 | 42.686      | 621.630     | 6,9         | 45         | 17         | 28         | 948                       |         | 35        | 85        | 17         |
| 1999 | 62.577      | 637.225     | 9,8         | 47         | 21         | 26         | 1.331                     |         | 50        | 116       | 15         |
| 2000 | 59.233      | 227.490     | 26,0        | 31         | 17         | 14         | 1.910                     |         | 30        | 85        | 8          |
| 2001 | 62.207      | 308.526     | 20,2        | 36         | 19         | 17         | 1.727                     |         | 42        | 63        | 8          |
| 2004 | 68.477      | 334.288     | 20,5        | 40         | 20         | 20         | 1.711                     |         | 42        | 117       | 7          |
| 2010 | 184.000     | 398.000     | 46,2        | 48         | 34         | 14         | 3.833                     |         | 37        | 66        | 14         |
| 2013 | 202.000     | 438.000     | 46,1        | 68         | 46         | 22         | 2.970                     |         | 72        | 121       | 17         |
| 2016 | 207.400     | 438.500     | 47,3        | 73         | 52         | 21         | 2.841                     |         | 52        | 162       | 23         |
| 2019 | 103.860     | 459.800     | 22,6        | 73         | 50         | 23         | 1.422                     |         | 48        | 165       | 26         |
| 2021 | 123.721     | 503.960     | 24,5        | 74         | 51         | 23         | 1.671                     |         | 53        | 141       | 30         |
| 2023 | 124.932     | 535.690     | 23,3        | 77         | 53         | 24         | 1.622                     |         | 57        | 208       | 32         |